# Tall as-Sus
Tall as-Sus (arab. تل السوس) – wieś w Syrii, w muhafazie Aleppo. W 2004 roku liczyła 1756 mieszkańców.